# Église de Varissuo
L'église de Varissuo (en finnois : Varissuon kirkko) est une église située dans le quartier de Varissuo à Turku en Finlande,.

## Description
L'église Varissuo est une église de la congrégation Sainte-Catherine de Turku située à Turku. 
L'église de Varissuo a été conçue par Laiho, Pulkkinen & Raunio.
Le centre paroissial de Varissuo a été achevé en 1981 et le clocher en 1997 . 
L'archevêque John Vikström a consacré l'église en 1997.